# Крайер, Гаспар де
Гаспар (Каспар) де Крайер (нидерл. Gaspar de Crayer; 18 ноября 1584[…], Антверпен, Брабант — 27 января 1669[…], Гент, Фландрия) — фламандский художник; мастер исторический и портретной живописи; представитель Антверпенской школы; способствовал распространению стиля Питера Пауля Рубенса — одного из основоположников искусства барокко.

## Биография
Гаспар де Крайер родился 18 ноября 1584 года в городе Антверпене в семье Гаспара де Крайера Старшего, художника-декоратора и торговца произведениями искусства. Его мать Кристина ван Абшовен (или Апшовен) происходила из семьи художников, которые в то время пользовались определённой славой, но в настоящее время их работы почти не известны. 
Вместо того чтобы оставаться в Антверпене, Крайер искал возможности в столице Брюсселе. Считается, что он учился у Рафаэля Кокси, придворного художника губернаторов Испанских Нидерландов Альберта VII, эрцгерцога Австрии и Изабеллы Клары Евгении. Он стал мастером Брюссельской гильдии Святого Луки в 1607 году. С 1611 по 1616 год занимал пост декана Гильдии и был членом городского совета Брюсселя в 1626–1627 годах.
С 1635 по 1641 год Гаспар де Крайер состоял придворным живописцем короля; позднее он переселился в Гент и провел там последние годы своей жизни. 
А. А. Неустроев, на страницах Энциклопедического словаря Брокгауза и Ефрона, описал творчество К. де Крайера следующими словами:

«Несмотря на влияние, оказанное на него Рубенсом, он, тем не менее, должен считаться вообще эклектиком. Уступая Рубенсу в универсальности, поэтичности и силе таланта, он, в лучших из своих многочисленных произведений, весьма неодинаковых впрочем, в отношении достоинства, отличается спокойным благородством чувства, широким, свободным стилем композиции и драпировок, тщательностью рисунка, естественностью экспрессии и стремлением к красоте; колорит его, конечно, слабее Рубенсовского. Занимался он преимущественно религиозной живописью».

Среди наиболее известных работ Гаспара де Крайера были: большой алтарный образ: «Богородица в славе» (в церкви Святого Мартина в Альсте), «Мученики, погребаемые заживо», «Богородица со святыми», «Поклонение пастырей», «Взятие Святой Екатерины на небо», «Положение во гроб», «Апофеоза Святой Розалии», «Мучение Святого Лаврентия» и оставшееся неоконченным «Мучение Святого Власия».
Гаспар де Крайер умер 27 января 1669 года в городе Генте.